# Saison 2024-2025 de la KHL
Saison précédente Saison suivante
La saison 2024-2025 est la 17e saison de la Ligue continentale de hockey (KHL).

## Palmarès de la saison
- KHL
  - Coupe d'Ouverture : Lokomotiv Iaroslavl
  - Coupe du Continent : Lokomotiv Iaroslavl
  - Coupe Gagarine : Lokomotiv Iaroslavl

## Saison régulière
La saison régulière se déroule du 3 septembre 2024 au 23 mars 2025.
La Coupe d'Ouverture oppose le Metallourg Magnitogorsk au Lokomotiv Iaroslavl.
| 3 septembre 2024 | Metallourg Magnitogorsk | 2-3 (0-0, 0-2, 1-2) | Lokomotiv Iaroslavl | Arena Metallourg, Magnitogorsk 6 797 spectateurs |

| Feuille de match | Feuille de match                                                                           | Feuille de match    | Feuille de match | Feuille de match                                                           |
| ---------------- | ------------------------------------------------------------------------------------------ | ------------------- | --- | -------------------------------------------------------------------------- |
|                  | Silantiev (Ieriomenko, Maklioukov) — 53 min 50 s Johnson (Silantiev, Wilson) — 56 min 48 s | 0-1 0-2 0-3 1-3 2-3 | Kaïoumov (Beriozkine, Chalounov) — 32 min 4 s (SN) Kouprianov (Polounine, Gernát) — 32 min 13 s Chalounov (Kaïoumov, Beriozkine) — 47 min 4 s | Arbitrage : Maksim Sidorenko Ivan Fateïev Dmitri Golovliov Artiom Savenkov |
| Ilia Nabokov     | Gardiens                                                                                   | Daniil Issaïev      | | Arbitrage : Maksim Sidorenko Ivan Fateïev Dmitri Golovliov Artiom Savenkov |
| 2 min            | Pénalités                                                                                  | 0 min               | | Arbitrage : Maksim Sidorenko Ivan Fateïev Dmitri Golovliov Artiom Savenkov |
| 28               | Tirs                                                                                       | 32                  | | Arbitrage : Maksim Sidorenko Ivan Fateïev Dmitri Golovliov Artiom Savenkov |

### Classements
La distribution des points s'effectue selon le système suivant :
- 2 points pour la victoire dans le temps réglementaire, en prolongation ou aux tirs au but.
- 1 point pour la défaite en prolongation ou aux tirs au but.
- 0 point pour la défaite dans le temps réglementaire.

#### Conférence Ouest
| Clt | Équipe                 | PJ | V  | VP | VF | D  | DP | DF | BP  | BC  | Diff | Pts |
| --- | ---------------------- | -- | -- | -- | -- | -- | -- | -- | --- | --- | ---- | --- |
| 1   | Lokomotiv Iaroslavl    | 68 | 39 | 6  | 4  | 15 | 3  | 1  | 191 | 122 | +69  | 102 |
| 2   | HK Dinamo Moscou       | 68 | 37 | 2  | 3  | 21 | 2  | 3  | 204 | 167 | +37  | 89  |
| 3   | HK Spartak Moscou      | 68 | 31 | 6  | 2  | 20 | 3  | 6  | 221 | 197 | +24  | 87  |
| 4   | HK Dinamo Minsk        | 68 | 36 | 2  | 1  | 21 | 4  | 4  | 206 | 161 | +45  | 85  |
| 5   | HK CSKA Moscou         | 68 | 30 | 3  | 5  | 21 | 6  | 3  | 194 | 170 | +24  | 85  |
| 6   | Severstal Tcherepovets | 68 | 36 | 1  | 4  | 26 | 0  | 1  | 200 | 198 | +2   | 83  |
| 7   | SKA Saint-Pétersbourg  | 68 | 28 | 7  | 3  | 24 | 4  | 2  | 236 | 205 | +31  | 82  |
| 8   | Torpedo Nijni Novgorod | 68 | 24 | 3  | 4  | 28 | 3  | 6  | 204 | 196 | +12  | 71  |
| 9   | HC Red Star Kunlun     | 68 | 19 | 5  | 4  | 34 | 5  | 1  | 171 | 235 | -64  | 62  |
| 10  | HK Vitiaz              | 68 | 19 | 3  | 2  | 33 | 7  | 4  | 163 | 188 | -25  | 59  |
| 11  | HK Sotchi              | 68 | 16 | 2  | 2  | 41 | 5  | 2  | 153 | 226 | -73  | 47  |

#### Conférence Est
| Clt | Équipe                      | PJ | V  | VP | VF | D  | DP | DF | BP  | BC  | Diff | Pts |
| --- | --------------------------- | -- | -- | -- | -- | -- | -- | -- | --- | --- | ---- | --- |
| 1   | Traktor Tcheliabinsk        | 68 | 38 | 4  | 3  | 17 | 3  | 3  | 223 | 159 | +64  | 96  |
| 2   | Salavat Ioulaïev Oufa       | 68 | 33 | 6  | 6  | 20 | 2  | 1  | 212 | 159 | +53  | 93  |
| 3   | Metallourg Magnitogorsk     | 68 | 30 | 7  | 6  | 21 | 2  | 2  | 197 | 154 | +43  | 90  |
| 4   | Avtomobilist Iekaterinbourg | 68 | 33 | 3  | 5  | 20 | 3  | 4  | 178 | 165 | +13  | 89  |
| 5   | Ak Bars Kazan               | 68 | 32 | 6  | 4  | 23 | 2  | 1  | 211 | 162 | +49  | 87  |
| 6   | Avangard Omsk               | 68 | 31 | 7  | 3  | 22 | 3  | 2  | 205 | 168 | +37  | 87  |
| 7   | Sibir Novossibirsk          | 68 | 26 | 2  | 1  | 28 | 6  | 5  | 171 | 196 | -25  | 69  |
| 8   | Admiral Vladivostok         | 68 | 19 | 7  | 2  | 27 | 6  | 7  | 184 | 204 | -20  | 69  |
| 9   | Neftekhimik Nijnekamsk      | 68 | 20 | 2  | 3  | 26 | 10 | 7  | 159 | 200 | -41  | 67  |
| 10  | Lada Togliatti              | 68 | 17 | 2  | 3  | 36 | 3  | 7  | 150 | 188 | -38  | 54  |
| 11  | Amour Khabarovsk            | 68 | 11 | 3  | 4  | 42 | 6  | 2  | 150 | 235 | -85  | 44  |
| 12  | HK Barys                    | 68 | 8  | 3  | 3  | 47 | 4  | 3  | 99  | 227 | -128 | 35  |

- Champion de la Coupe du Continent
- Qualifié pour la Coupe Gagarine

### Meilleurs pointeurs
| Joueur              | Équipe                 | PJ | B  | A  | Pts | +/- | Pun |
| ------------------- | ---------------------- | -- | -- | -- | --- | --- | --- |
| Joshua Leivo        | Salavat Ioulaïev Oufa  | 62 | 49 | 31 | 80  | +26 | 56  |
| Nikita Goussev      | HK Dinamo Moscou       | 68 | 29 | 40 | 69  | +14 | 12  |
| Maksim Chabanov     | Traktor Tcheliabinsk   | 65 | 23 | 44 | 67  | +17 | 18  |
| Sheldon Rempal      | Salavat Ioulaïev Oufa  | 68 | 31 | 30 | 61  | +7  | 12  |
| Artiom Galimov      | Ak Bars Kazan          | 68 | 35 | 24 | 59  | +31 | 24  |
| Trevor Murphy       | Sibir Novossibirsk     | 64 | 13 | 45 | 58  | -18 | 48  |
| Vitali Kravtsov     | Traktor Tcheliabinsk   | 66 | 27 | 31 | 58  | +31 | 4   |
| Aleksandr Barabanov | Ak Bars Kazan          | 67 | 25 | 33 | 58  | +30 | 26  |
| Danil Aïmourzine    | Severstal Tcherepovets | 66 | 31 | 26 | 57  | +7  | 10  |
| Vadim Chipatchiov   | Dinamo Minsk           | 66 | 15 | 42 | 57  | +4  | 28  |

## Coupe Gagarine
Les séries éliminatoires de la Coupe Gagarine se déroulent entre le 26 mars et le 25 mai 2025. Les huitièmes de finale de la Coupe Gagarine se jouent entre équipes de la même conférence (est ou ouest). Lors des quarts de finale de la Coupe Gagarine, chaque équipe affronte une équipe n'appartenant pas à sa conférence.
|  | Huitièmes de finale         | Huitièmes de finale   |                       |   | Quarts de finale | Quarts de finale |  |  | Demi-finales | Demi-finales |  |  | Finale | Finale |
|  | Huitièmes de finale         | Huitièmes de finale   |                       |   | Quarts de finale | Quarts de finale |  |  | Demi-finales | Demi-finales |  |  | Finale | Finale |
|  |                             |                       |                       |   |                  |                  |  |  |              |              |  |  |        |        |
|  |                             |                       |                       |   |                  |                  |  |  |              |              |  |  |        |        |
|  |                             |                       |                       |   |                  |                  |  |  |              |              |  |  |        |        |
|  | Lokomotiv Iaroslavl         | 4                     |                       |   |                  |                  |  |  |              |              |  |  |        |        |
|  | Lokomotiv Iaroslavl         | 4                     |                       |   |                  |                  |  |  |              |              |  |  |        |        |
|  | Torpedo Nijni Novgorod      | 0                     |                       |   |                  |                  |  |  |              |              |  |  |        |        |
|  | Torpedo Nijni Novgorod      | 0                     | Lokomotiv Iaroslavl   | 4 |                  |                  |  |  |              |              |  |  |        |        |
|  |                             |                       | Lokomotiv Iaroslavl   | 4 |                  |                  |  |  |              |              |  |  |        |        |
|  |                             | Avangard Omsk         | 3                     |   |                  |                  |  |  |              |              |  |  |        |        |
|  | Metallourg Magnitogorsk     | Avangard Omsk         | 3                     | 2 |                  |                  |  |  |              |              |  |  |        |        |
|  | Metallourg Magnitogorsk     |                       |                       | 2 |                  |                  |  |  |              |              |  |  |        |        |
|  | Avangard Omsk               | 4                     |                       |   |                  |                  |  |  |              |              |  |  |        |        |
|  | Avangard Omsk               | 4                     | Lokomotiv Iaroslavl   | 4 |                  |                  |  |  |              |              |  |  |        |        |
|  |                             |                       | Lokomotiv Iaroslavl   | 4 |                  |                  |  |  |              |              |  |  |        |        |
|  |                             | Salavat Ioulaïev Oufa | 1                     |   |                  |                  |  |  |              |              |  |  |        |        |
|  | Salavat Ioulaïev Oufa       | Salavat Ioulaïev Oufa | 1                     | 4 |                  |                  |  |  |              |              |  |  |        |        |
|  | Salavat Ioulaïev Oufa       |                       |                       | 4 |                  |                  |  |  |              |              |  |  |        |        |
|  | Sibir Novossibirsk          | 3                     |                       |   |                  |                  |  |  |              |              |  |  |        |        |
|  | Sibir Novossibirsk          | 3                     | Salavat Ioulaïev Oufa | 4 |                  |                  |  |  |              |              |  |  |        |        |
|  |                             |                       | Salavat Ioulaïev Oufa | 4 |                  |                  |  |  |              |              |  |  |        |        |
|  |                             | HK Spartak Moscou     | 3                     |   |                  |                  |  |  |              |              |  |  |        |        |
|  | HK Spartak Moscou           | HK Spartak Moscou     | 3                     | 4 |                  |                  |  |  |              |              |  |  |        |        |
|  | HK Spartak Moscou           |                       |                       | 4 |                  |                  |  |  |              |              |  |  |        |        |
|  | Severstal Tcherepovets      | 1                     |                       |   |                  |                  |  |  |              |              |  |  |        |        |
|  | Severstal Tcherepovets      | 1                     | Lokomotiv Iaroslavl   | 4 |                  |                  |  |  |              |              |  |  |        |        |
|  |                             |                       | Lokomotiv Iaroslavl   | 4 |                  |                  |  |  |              |              |  |  |        |        |
|  |                             | Traktor Tcheliabinsk  | 1                     |   |                  |                  |  |  |              |              |  |  |        |        |
|  | Traktor Tcheliabinsk        | Traktor Tcheliabinsk  | 1                     | 4 |                  |                  |  |  |              |              |  |  |        |        |
|  | Traktor Tcheliabinsk        |                       |                       | 4 |                  |                  |  |  |              |              |  |  |        |        |
|  | Admiral Vladivostok         | 2                     |                       |   |                  |                  |  |  |              |              |  |  |        |        |
|  | Admiral Vladivostok         | 2                     | Traktor Tcheliabinsk  | 4 |                  |                  |  |  |              |              |  |  |        |        |
|  |                             |                       | Traktor Tcheliabinsk  | 4 |                  |                  |  |  |              |              |  |  |        |        |
|  |                             | HK Dinamo Minsk       | 1                     |   |                  |                  |  |  |              |              |  |  |        |        |
|  | HK Dinamo Minsk             | HK Dinamo Minsk       | 1                     | 4 |                  |                  |  |  |              |              |  |  |        |        |
|  | HK Dinamo Minsk             |                       |                       | 4 |                  |                  |  |  |              |              |  |  |        |        |
|  | HK CSKA Moscou              | 2                     |                       |   |                  |                  |  |  |              |              |  |  |        |        |
|  | HK CSKA Moscou              | 2                     | Traktor Tcheliabinsk  | 4 |                  |                  |  |  |              |              |  |  |        |        |
|  |                             |                       | Traktor Tcheliabinsk  | 4 |                  |                  |  |  |              |              |  |  |        |        |
|  |                             | HK Dinamo Moscou      | 1                     |   |                  |                  |  |  |              |              |  |  |        |        |
|  | Avtomobilist Iekaterinbourg | HK Dinamo Moscou      | 1                     | 3 |                  |                  |  |  |              |              |  |  |        |        |
|  | Avtomobilist Iekaterinbourg |                       |                       | 3 |                  |                  |  |  |              |              |  |  |        |        |
|  | Ak Bars Kazan               | 4                     |                       |   |                  |                  |  |  |              |              |  |  |        |        |
|  | Ak Bars Kazan               | 4                     | HK Dinamo Moscou      | 4 |                  |                  |  |  |              |              |  |  |        |        |
|  |                             |                       | HK Dinamo Moscou      | 4 |                  |                  |  |  |              |              |  |  |        |        |
|  |                             | Ak Bars Kazan         | 2                     |   |                  |                  |  |  |              |              |  |  |        |        |
|  | HK Dinamo Moscou            | Ak Bars Kazan         | 2                     | 4 |                  |                  |  |  |              |              |  |  |        |        |
|  | HK Dinamo Moscou            |                       |                       | 4 |                  |                  |  |  |              |              |  |  |        |        |
|  | SKA Saint-Pétersbourg       | 2                     |                       |   |                  |                  |  |  |              |              |  |  |        |        |
|  | SKA Saint-Pétersbourg       | 2                     |                       |   |                  |                  |  |  |              |              |  |  |        |        |

### Finale
| 13 mai 2025 | Lokomotiv Iaroslavl | 1-2 (0-0, 0-2, 1-0) | Traktor Tcheliabinsk | Arena 2000, Iaroslavl 8 017 spectateurs |

| Feuille de match | Feuille de match                                    | Feuille de match | Feuille de match                                                                                   | Feuille de match                                                        |
| ---------------- | --------------------------------------------------- | ---------------- | -------------------------------------------------------------------------------------------------- | ----------------------------------------------------------------------- |
|                  | Beriozkine (Radoulov, Sergueïev) — 53 min 33 s (SN) | 0-1 0-2 1-2      | Chabanov (Glotov, Blajievski) — 43 min 22 s Kadeïkine (Chabanov, Der-Argoutchintsev) — 43 min 35 s | Arbitrage : Aleksandr Soïne Viktor Gachilov Dmitri Sizov Dmitri Chichlo |
| Daniil Issaïev   | Gardiens                                            | Zachary Fucale   | | Arbitrage : Aleksandr Soïne Viktor Gachilov Dmitri Sizov Dmitri Chichlo |
| 4 min            | Pénalités                                           | 9 min            | | Arbitrage : Aleksandr Soïne Viktor Gachilov Dmitri Sizov Dmitri Chichlo |
| 34               | Tirs                                                | 30               | | Arbitrage : Aleksandr Soïne Viktor Gachilov Dmitri Sizov Dmitri Chichlo |

| 15 mai 2025 | Lokomotiv Iaroslavl | 4-1 (0-1, 2-0, 2-0) | Traktor Tcheliabinsk | Arena 2000, Iaroslavl 8 362 spectateurs |

| Feuille de match | Feuille de match | Feuille de match    | Feuille de match                            | Feuille de match                                                                   |
| ---------------- | --- | ------------------- | ------------------------------------------- | ---------------------------------------------------------------------------------- |
|                  | Polounine (Kraskovski) — 21 min 38 s Ivanov (Radoulov, Sergueïev) — 35 min 11 s Beriozkine (Ivanov) — 56 min 35 s Kirianov (Kraskovski, Sergueïev) — 56 min 53 s | 0-1 1-1 2-1 3-1 4-1 | Robinson (Tkatchiov, Day) — 4 min 15 s (IN) | Arbitrage : Nikolaï Akouzovski Viktor Borine Nikita Novikov Aleksandr Tchernychiov |
| Daniil Issaïev   | Gardiens | Zachary Fucale      |                                             | Arbitrage : Nikolaï Akouzovski Viktor Borine Nikita Novikov Aleksandr Tchernychiov |
| 2 min            | Pénalités | 4 min               |                                             | Arbitrage : Nikolaï Akouzovski Viktor Borine Nikita Novikov Aleksandr Tchernychiov |
| 47               | Tirs | 21                  |                                             | Arbitrage : Nikolaï Akouzovski Viktor Borine Nikita Novikov Aleksandr Tchernychiov |

| 17 mai 2025 | Traktor Tcheliabinsk | 2-5 (1-1, 0-2, 0-3) | Lokomotiv Iaroslavl | Traktor Arena, Tcheliabinsk 7 500 spectateurs |

| Feuille de match | Feuille de match                                                | Feuille de match            | Feuille de match | Feuille de match                                                                    |
| ---------------- | --------------------------------------------------------------- | --------------------------- | --- | ----------------------------------------------------------------------------------- |
|                  | Kravtsov (Dronov, Korosteliov) — 16 min 10 s Rykov — 43 min 8 s | 1-0 1-1 1-2 1-3 2-3 2-4 2-5 | Kaïoumov (Radoulov, Chalounov) — 18 min 49 s (SN) Froese (Pánik, Kirianov) — 21 min 37 s Kirianov (Simachev, Froese) — 34 min 49 s Kaïoumov (Ivanov, Sergueïev) — 58 min 23 s (CV) Bereglazov (Ivanov) — 59 min 33 s (CV) | Arbitrage : Sergueï Ioudakov Sergueï Beliaïev Ievgueni Ioudine Aleksandr Sadovnikov |
| Zachary Fucale   | Gardiens                                                        | Daniil Issaïev              | | Arbitrage : Sergueï Ioudakov Sergueï Beliaïev Ievgueni Ioudine Aleksandr Sadovnikov |
| 8 min            | Pénalités                                                       | 8 min                       | | Arbitrage : Sergueï Ioudakov Sergueï Beliaïev Ievgueni Ioudine Aleksandr Sadovnikov |
| 25               | Tirs                                                            | 26                          | | Arbitrage : Sergueï Ioudakov Sergueï Beliaïev Ievgueni Ioudine Aleksandr Sadovnikov |

| 19 mai 2025 | Traktor Tcheliabinsk | 1-3 (0-1, 0-0, 1-2) | Lokomotiv Iaroslavl | Traktor Arena, Tcheliabinsk 7 500 spectateurs |

| Feuille de match | Feuille de match                   | Feuille de match | Feuille de match | Feuille de match                                                                  |
| ---------------- | ---------------------------------- | ---------------- | --- | --------------------------------------------------------------------------------- |
|                  | Tkatchiov (Robinson) — 57 min 17 s | 0-1 0-2 1-2 1-3  | Beriozkine (Chalounov, Kaïoumov) — 13 min 6 s Nikolaïev (Kraskovski) — 47 min 2 s Alekseïev — 59 min 40 s (IN + CV) | Arbitrage : Denis Naoumov Ievgueni Romasko Aleksandr Sadovnikov Maksim Kouprianov |
| Zachary Fucale   | Gardiens                           | Daniil Issaïev   | | Arbitrage : Denis Naoumov Ievgueni Romasko Aleksandr Sadovnikov Maksim Kouprianov |
| 29 min           | Pénalités                          | 26 min           | | Arbitrage : Denis Naoumov Ievgueni Romasko Aleksandr Sadovnikov Maksim Kouprianov |
| 2                | Tirs                               | 7                | | Arbitrage : Denis Naoumov Ievgueni Romasko Aleksandr Sadovnikov Maksim Kouprianov |

| 21 mai 2025 | Lokomotiv Iaroslavl | 2-1 (pr) (0-0, 1-0, 0-1, 1-0) | Traktor Tcheliabinsk | Arena 2000, Iaroslavl 8 437 spectateurs |

| Feuille de match | Feuille de match                                                                 | Feuille de match | Feuille de match                  | Feuille de match                                                      |
| ---------------- | -------------------------------------------------------------------------------- | ---------------- | --------------------------------- | --------------------------------------------------------------------- |
|                  | Gernát (Sourine) — 25 min 50 s (SN) Chalounov (Sergueïev, Kaïoumov) — 68 min 1 s | 1-0 1-1 2-1      | Kampfer (Kadeïkine) — 53 min 15 s | Arbitrage : Viktor Gachilov Denis Naoumov Dmitri Sivov Dmitri Chichlo |
| Daniil Issaïev   | Gardiens                                                                         | Zachary Fucale   |                                   | Arbitrage : Viktor Gachilov Denis Naoumov Dmitri Sivov Dmitri Chichlo |
| 4 min            | Pénalités                                                                        | 4 min            |                                   | Arbitrage : Viktor Gachilov Denis Naoumov Dmitri Sivov Dmitri Chichlo |
| 30               | Tirs                                                                             | 34               |                                   | Arbitrage : Viktor Gachilov Denis Naoumov Dmitri Sivov Dmitri Chichlo |

## Effectif vainqueur de la Coupe Gagarine
| Vainqueurs de la Coupe Gagarine 2025 Lokomotiv Iaroslavl | Gardiens : Daniil Issaïev, Aleksei Melnitchouk, Maksim Maïorov* Défenseurs : Alekseï Bereglazov, Martin Gernát (A), Aleksandr Ielessine (C), Bogdan Kisselevitch*, Mark Ouliev, Andreï Sergueïev, Dmitri Simachev, Nikita Tcherepanov, Rouchan Rafikov (A) Attaquants : Denis Alekseïev, Maksim Beriozkine, Daniil Bout, Maksim Chalounov, Artour Kaïoumov (A), Nikita Kirianov, Pavel Kraskovski, Ilia Nikolaïev, Gueorgui Ivanov, Byron Froese, Stepan Nikouline*, Richard Pánik, Aleksandr Radoulov (A), Daniil Tessanov, Aleksandr Polounine, Iegor Sourine Entraîneurs : Igor Nikitine assisté de Dmitri Iouchkevitch, Anton Bout, Dmitri Krassotkine, Anton Kourianov, Rachit Davydov |

(*) Ces joueurs n'ont pas disputé de match dans les séries éliminatoires.

## Trophées individuels
- Joueur le plus utile des séries éliminatoires : Aleksandr Radoulov (Lokomotiv Iaroslavl)
- Meilleur entraîneur : Igor Nikitine (Lokomotiv Iaroslavl)
- Meilleur gardien : Daniil Issaïev (Lokomotiv Iaroslavl)
- Meilleur pointeur de la saison régulière : Joshua Leivo, 80 points (Salavat Ioulaïev Oufa)
- Meilleur buteur de la saison régulière : Joshua Leivo, 49 buts (Salavat Ioulaïev Oufa)
- Meilleur pointeur chez les défenseurs : Trevor Murphy, 58 points (Sibir Novossibirsk)
- Meilleure ligne d'attaque : Mikhaïl Iline - Danil Aïmourzine - Kirill Pilipenko (Severstal Tcherepovets)
- Meilleur +/- : Artiom Galimov, +31 (Ak Bars Kazan)
- Prix Sergueï Gimaïev (loyauté au hockey) : Ilia Kabloukov (Avangard Omsk)
- Meilleur joueur de la saison (Crosse d'or) : Joshua Leivo (Salavat Ioulaïev Oufa)
- Meilleure recrue (trophée Alekseï Tcherepanov) : Ivan Demidov (SKA Saint-Pétersbourg)
- Équipe type : Vladislav Podiapolski (Dinamo Moscou) - Aleksandr Nikichine (SKA Saint-Pétersbourg) - Damir Charipzianov (Avangard Omsk) - Joshua Leivo (Salavat Ioulaïev Oufa) - Aleksandr Radoulov (Lokomotiv Iaroslavl) - Maksim Chabanov (Traktor Tcheliabinsk)
- Trophée Valentin Sytch du meilleur dirigeant : Ivan Savine (Traktor Tcheliabinsk).
- Trophée Andreï Staravoïtov du meilleur arbitre : Denis Naoumov.
- Trophée Mikhaïl Galinovski : Dmitri Chichlo.
- Trophée Ironman (plus de matchs en trois ans) : Aleksandr Polounine (Lokomotiv Iaroslavl).